# هدايت حيدروف
هدايت حيدروف (مواليد 27 يوليو 1997) هو لاعب جودو أذربيجاني حصل على الميدالية البرونزية في بطولة العالم في وزن 73 كيلو غرام في عامي 2018 و2019، كما حصل على الميدالية الذهبية في أولمبياد باريس 2024 في وزن أقل من 73 كيلو غرام.

## سيرته ذاتية
وُلِدَ هدايت حيدروف في 27 يوليو 1997 في كاراغندا، كازاخستان. انتقلت أسرته إلى باكو عندما كان في الثالثة من عمره. بدأ ممارسة الجودو في سن السادسة. في عام 2013 فاز ببطولة أذربيجان للجودو، وفي عام 2015 فاز ببطولة العالم للناشئين. في عام 2017 فاز بالذهبية في بطولة أوروبا، وحصل على الميدالية البرونزية في دورة غراند سلام في باريس.
في عام 2019 فاز حيدروف بالميدالية البرونزية في بطولة العالم والألعاب الأوروبية. وفي عام 2024 أصبح بطلًا أولمبيًا في باريس، بفوزه في النهائي على لاعب الجودو الفرنسي جوان-بنجامين غابا، ليحقق لأذربيجان أول ميدالية ذهبية أولمبية في الجودو منذ 16 عامًا. كما فاز ببطولتي أوروبا والعالم في نفس العام، ليصبح أول رياضي أذربيجاني يحقق هذا الإنجاز.

في أغسطس 2024، كُرم حيدروف من قبل رئيس أذربيجان إلهام علييف ومنحه وسام "المجد" تقديرًا لإنجازاته في دورة الألعاب الأولمبية.